# Cratospila difficilis
Cratospila difficilis är en stekelart som beskrevs av Robert A.Wharton 2002. Cratospila difficilis ingår i släktet Cratospila och familjen bracksteklar. Inga underarter finns listade i Catalogue of Life.